# Enver Paša
Enver Paša (turecky Enver Paşa, německy Enver Pascha), vlastním jménem İsmail Enver (22. listopadu 1881, Istanbul – 4. srpna 1922, Tádžikistán), byl osmanský ministr války a hlavní vojenský vůdce v průběhu první světové války. Patřil k lídrům mladoturecké revoluce v roce 1908. Jako jeden z hlavních představitelů země měl Enver Paša hlavní zodpovědnost za vstup Turecka do balkánských válek a do první světové války. Spolu se svými spoluvládci Talatem a Džamalem je považován za hlavního strůjce arménské genocidy.
V průběhu své kariéry si neustále navyšoval své hodnosti až nakonec na „Enver Paša“; titul paša (paşa) znamenal v osmanské říši faktického vládce země. Po dalším převratu v roce 1913 se Enver Paša stal tureckým ministrem války a hlavním členem triumvirátu „Tří pašů“ (spolu s Talatem a Džamalem). Tento triumvirát vládl zemi od roku 1913 až do konce první světové války. Jako ministr války a de facto vrchní vojenský velitel ovládal osmanskou armádu (oficiálně byl nejvyšším vojenským velitelem turecký sultán, Enver měl „pouze“ hodnost zástupce). Po začátku první světové války rozhodl o vstupu Turecka po boku Německa.
Po ukončení první světové války musel Enver Paša uprchnout z Turecka, kde byl poté odsouzen v nepřítomnosti k trestu smrti, a krátkou dobu žil v exilu v Německu a v Rusku. Posléze se zúčastnil bojů v ruské občanské válce proti Rudé armádě ve střední Asii. Během této války padl v roce 1922 poblíž Dušanbe, současného hlavního města Tádžikistánu.
Byl nositelem německého vyznamenání Pour le Mérite vojenské třídy.